# The Great American Scream Machine (Six Flags Great Adventure)
The Great American Scream Machine was een stalen achtbaan in het Amerikaanse pretpark Six Flags Great Adventure.

## Algemene Informatie
Voor de bouw van The Great American Scream Machine moest Sarajevo Bobsled wijken. Deze is verplaatst naar Six Flags Great America. The Great American Scream Machine had 7 inversies waaronder 3 loopings en 2 kurkentrekkers. De achtbaan heeft 3 treinen de 1e is rood met de naam van de achtbaan voorop en de 2e blauw met ook de naam van de achtbaan voorop en de 3e trein is wit met ook de achtbaan naam voorop.

## Aanpassingen
Nadat de achtbaan zijn eerste seizoen had volbracht, werden de toppen van de loopings vervangen. Zo zou de achtbaan een stuk comfortabeler rijden. Ook is na de eerste looping een rem aangebracht om de achtbaan iets zachter de volgende inversies in te laten gaan.

## Geruchten, sluiting en sloop
Begin seizoen 2010 begon het gerucht rond te gaan dat The Great American Scream Machine zou sluiten aan het eind van het seizoen. Dat werd bijgesteld naar 30 Juni. De sloop zou beginnen op 1 Juli om plaats te maken voor Chang uit Six Flags Kentucky Kingdom. Het park ontkende eerst (een verklaring die gegeven werd door een medewerker: The Great American Scream Machine blijft tenzij ons anders wordt verteld), maar op 5 juli 2010 kondigde het park op Facebook aan dat de achtbaan zou sluiten op 18 juli 2010. Dit werd officieel bevestigd op 9 Juli. Nadat op 18 Juli de laatste rit was gereden en de bezoekers de attractie hadden verlaten, werd de stroom van de achtbaan gehaald. De afbraak begon vrijwel meteen met het demonteren van de treinen en verwijderen van de wachtrij. De onderdelen van de treinen werden naar Six Flags Magic Mountain gestuurd als reserve onderdelen voor de treinen op Viper. De afbraak van de baan ging snel. Aan het eind van Juli stonden alleen nog de lifthill, de eerste val, de eerste looping en de bocht na de looping overeind. Tegelijkertijd kwamen er tekeningen naar buiten die er allemaal op wezen dat Chang, die in 2009 uit Kentucky Kingdom was verwijderd, de plaats zou innemen. In september 2010 werd de vervangende achtbaan gepresenteerd, Green Lantern. De baan bleek inderdaad de in 2009 uit Kentucky Kingdom verwijderde Chang. Op 18 september was de sloop van de Great American Scream Machine voltooid. Hiermee is Viper in Six Flags Magic Mountain nog de enige achtbaan van dit type. De voorganger van The Great American Scream Machine, Shockwave in Six Flags Great America, was al in 2002 gesloopt.